# World Wonder Ring Stardom
World Wonder Ring Stardom (スターダム 女子プロレス, Sutādamu Joshi Puroresu), frequentemente chamada simplesmente de Stardom (estilizado como ST★RDOM), é uma promoção japonesa de luta livre profissional com sede em Nakano, Tóquio, Japão. Stardom foi fundada em setembro de 2010 por Rossy Ogawa, ex-co-produtor da All Japan Women's Pro-Wrestling (AJW), a ex-lutadora profissional e artista marcial mista Fuka Kakimoto, e a ex-lutadora veterana da AJW Nanae Takahashi. Desde junho de 2024, Stardom é uma subsidiária da New Japan Pro-Wrestling (NJPW).
A Stardom rapidamente se tornou uma das principais promoções de joshi puroresu, em grande parte graças à gravure idol Yuzuki Aikawa, que se tornou o rosto público da promoção. Assim como a JDStar, a Stardom também coloca grande ênfase na atratividade física de suas lutadoras, publicando diversos photobooks de modelagem e calendários de suas trabalhadoras a cada ano. O estilo de luta da Stardom é fortemente influenciado pelas artes marciais mistas, com muitas das lutadoras utilizando chutes como parte principal de seu ataque.
A Stardom realiza frequentemente shows em Tóquio, além de viajar regularmente para Osaka para eventos tanto diurnos quanto noturnos no mesmo dia. Em 2020, o programa "We Are Stardom!!" começou a ser transmitido pelos canais BS Nittele e Tokyo MX, marcando a primeira vez que uma promoção de joshi puroresu teve um programa nacional semanal de televisão desde que a AJW saiu da Fuji TV em 2002.

## História

### Formação

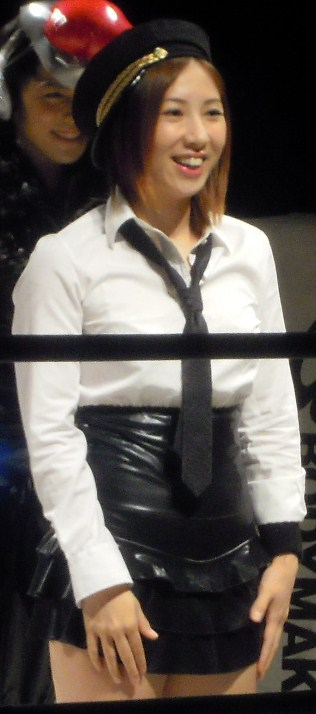
Fuka, a gerente geral da Stardom.

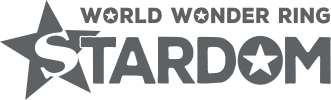
Um dos logotipos anteriores da empresa de 2019–2020.

Após se aposentar da luta livre profissional em 29 de março de 2010, Fuka começou a treinar Yuzuki Aikawa, uma notável gravure idol contratada pela Platinum Production, a mesma agência de modelos de Fuka, para uma carreira na luta livre profissional. Em abril de 2010, Fuka foi abordada por Rossy Ogawa sobre a possibilidade de iniciar uma nova promoção com Aikawa como a principal estrela. Durante o verão de 2010, Fuka continuou treinando Aikawa para sua estreia planejada para outubro, enquanto também treinava novatas como Mayu Iwatani, Arisa Hoshiki, Yoshiko, Yoko Bito e Eri Susa. Esses planos foram concretizados em setembro, quando Ogawa realizou uma coletiva de imprensa com o novo elenco de treinadas de Fuka e Aikawa presentes, para anunciar a criação de uma nova promoção chamada World Wonder Ring Stardom. Fuka foi nomeada gerente geral da promoção, além de exercer a função de locutora de ringue. A veterana da All Japan Women's Pro-Wrestling (AJW), Nanae Takahashi, foi designada como gerente ativa. Além das treinadas de Fuka, Aikawa e Takahashi, a associada de longa data de Takahashi e também ex-lutadora da AJW, Natsuki☆Taiyo, e a artista marcial mista Mika Nagano, que tinha alguma experiência em luta livre profissional com a promoção Ice Ribbon, também se juntaram à promoção.

### 2011–2013
A Stardom realizou seu primeiro evento, Birth of Nova, em 23 de janeiro de 2011, no Shin-Kiba 1st Ring, em Tóquio, o local que se tornaria um dos principais para os eventos da promoção nos anos seguintes e também foi o local do primeiro dojo de treinamento da Stardom. Inicialmente, a Stardom nomeava e promovia seus eventos no formato de "temporadas", com cada temporada durando, em média, dois meses. O combate de abertura contou com as veteranas Takahashi e Taiyo, além de Aikawa. O evento principal da estreia viu Yoko Bito, que tinha um extenso histórico em Karatê antes de seu treinamento em luta livre, enfrentando a jovem Yoshiko, de 17 anos. As duas eram consideradas as principais treinadas do novo elenco.
A Stardom continuou realizando shows no Shin-Kiba 1st Ring todo mês, até finalmente realizar seu primeiro evento no Korakuen Hall em 24 de julho. No evento, Haruka, de 9 anos, que havia debutado no primeiro show, enfrentou o estrela da DDT Pro-Wrestling, Kenny Omega, em uma luta que se tornou um sucesso viral no YouTube, alcançando mais de 1 milhão de visualizações. Vários campeões também foram coroados durante o evento. Aikawa derrotou Yoshiko para se tornar a primeira campeã do Wonder of Stardom Champion e Natsuki Taiyo derrotou a lutadora da JWP, Leon, para conquistar o High Speed Championship. A primeira campeã do World of Stardom Championship foi coroada em um torneio de quatro pessoas, com Takahashi derrotando Bito na final. Outro desenvolvimento notável na estreia da Stardom no Korakuen Hall foi a aparição surpresa da freelancer Io Shirai, que vinha aparecendo em várias outras promoções de Joshi Puroresu ao lado de sua irmã, Mio Shirai, e Kana, como parte do grupo Triple Tails. Shirai fez uma aparição surpresa ao final do evento Stardom X Stardom, pedindo para se juntar à empresa.
A coroação da primeira vencedora do Goddesses of Stardom Championship começou em 10 de outubro com o Goddesses of Stardom Tag League, um torneio de round-robin que tem sido realizado anualmente desde então. A equipe de Yuzuki Aikawa e Yoko Bito, conhecida coletivamente como BY Hou, derrotou Yoshiko e Natsuki Taiyo (Kawasaki Katsushika Saikyou Densetsu) na final em 27 de novembro.
Em 12 de novembro, o primeiro prêmio Rookie of Stardom (Novata do Ano) foi concedido, no qual lutadoras novatas que haviam debutado no ano enfrentaram-se. Na final, Yoshiko derrotou Arisa Hoshiki e se tornou a primeira vencedora do prêmio.
O primeiro 5★Star Grand Prix, um torneio de round-robin com duas chaves, teve início em 19 de agosto no Shin-Kiba 1st Ring e durou até 30 de setembro, tornando-se o maior torneio anual da promoção todos os anos. A final viu Yuzuki Aikawa derrotando Kyoko Kimura em 30 de setembro.
No Stardom Year-End Climax em dezembro, foi anunciada a criação do campeonato de trios da promoção, o Artist of Stardom Championship.
O próximo show da Stardom no Korakuen Hall, em 17 de março, chamado Stardom the Highest, marcaria a primeira mudança de título do World of Stardom quando a lutadora alemã Alpha Female, agora aliada à unidade Kimura Monster-gun de Kyoko Kimura, derrotou Nanae Takahashi pelo World of Stardom Championship. Em 29 de abril, Yuzuki Aikawa teve o primeiro de uma tradição que se tornaria comum entre as lutadoras que deixavam a Stardom: uma luta gauntlet, onde ela enfrentou o plantel completo em combates individuais de um minuto.
O Stardom Ryōgoku Cinderella Champions Fiesta 2013 foi o maior evento da história da Stardom até aquele momento, em seus dois anos de existência, e aconteceu no dia 29 de abril no histórico Ryōgoku Kokugikan, em Tóquio. Foi o primeiro evento de joshi puroresu realizado no local em seis anos. O card contou com quatro dos cinco títulos da Stardom em disputa, vários participantes de outras promoções de luta livre, incluindo lutadores masculinos, e teve como luta principal o combate de aposentadoria de Yuzuki Aikawa. O evento foi assistido por 5.500 fãs, tornando-se o maior público da história da Stardom até aquele ponto. Uma edição especial do evento, com material dos bastidores, foi estreada em um cinema em Ichikawa, Chiba, e lançada em DVD no dia 28 de setembro.

### 2014–2018

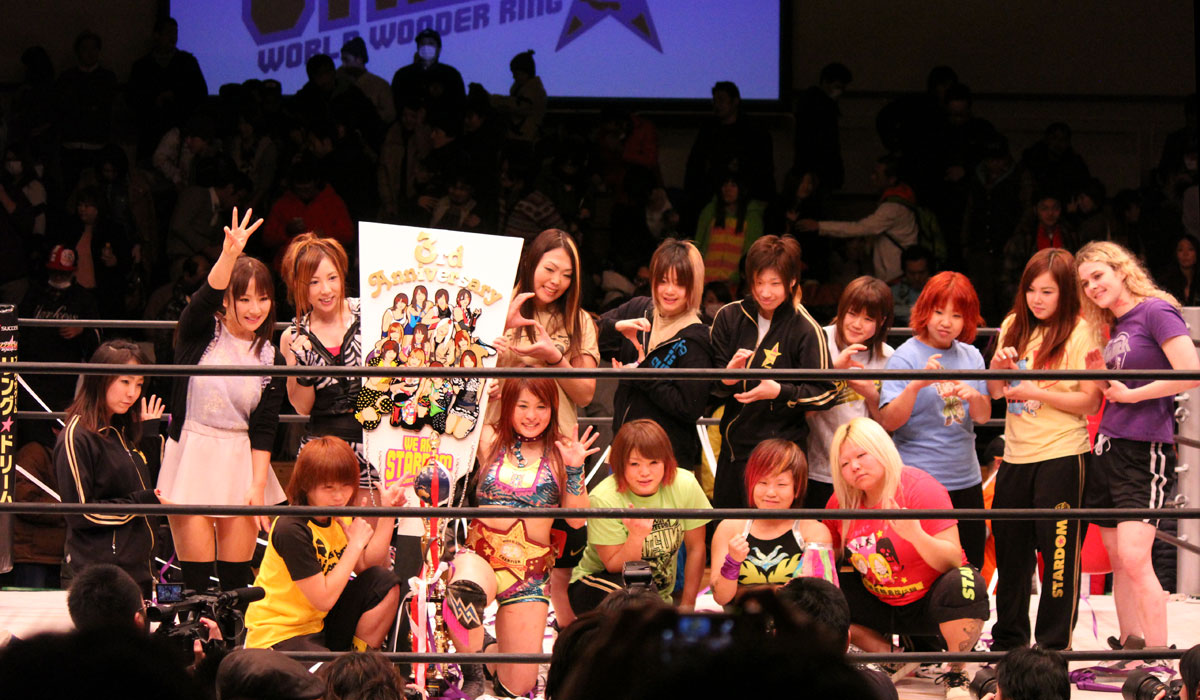
O elenco da Stardom no evento de terceiro aniversário da promoção, em abril de 2014.

Em 2014, um novo programa mensal de televisão começou a ser transmitido na Samurai TV, chamado Stardom Cafe. O programa era apresentado por Yuzuki Aikawa e ocorria em um café. Aikawa entrevistava várias lutadoras do elenco, além de exibir destaques de lutas recentes e atividades fora do ringue. Stardom Cafe foi transmitido todo mês até dezembro de 2015.
A partir de 2015, a Stardom começou a realizar shows mensais no Korakuen Hall, tornando-se a primeira promoção de Joshi Puroresu desde a Gaea Japan a fazer isso.
No próximo show da Stardom no Korakuen Hall, em 22 de fevereiro de 2015, o Stardom Queen's Shout, o evento principal, que era uma defesa do World of Stardom Championship de Yoshiko contra Act Yasukawa, terminou em polêmica quando a luta teve que ser interrompida precocemente. Yoshiko e Yasukawa começaram um "shoot" uma contra a outra, o que é uma violação rara no wrestling profissional. Yoshiko conseguiu a vantagem na situação e feriu gravemente o rosto de Yasukawa, a ponto de o árbitro veterano Kyohei Wada precisar parar a luta. Após a luta, Yasukawa foi levada às pressas para um hospital em Tóquio, onde foi diagnosticada com fraturas nos ossos da bochecha, nariz e órbita, e precisou passar por cirurgia. Yasukawa havia, apenas dois meses antes, retornado de uma longa pausa por conta de problemas de tireoide, durante a qual também passou por uma cirurgia de catarata. Além do resultado da luta, antes do show, Yoshiko havia se recusado a assinar o contrato para a luta, pois achava que Yasukawa não estava em condições de desafiar seu título, após o cancelamento de uma luta anterior devido a uma crise da Doença de Graves de Yasukawa. Yoshiko acabou assinando o contrato no ringue, pouco antes de sua luta, depois que Yasukawa e suas novas companheiras do Oedo Tai a atacaram. O presidente da Stardom, Rossy Ogawa, pediu desculpas publicamente pelo incidente e convocou uma reunião de emergência para o dia 23 de fevereiro com a gerente geral Fuka Kakimoto e os principais senpais do plantel para discutir a situação. Em 25 de fevereiro, a Stardom realizou uma coletiva de imprensa onde Yoshiko se desculpou publicamente por suas ações, foi despojada do World of Stardom Championship e suspensa indefinidamente. Ogawa, Kakimoto e Takahashi também anunciaram que estavam aceitando uma redução salarial de 30% pelos próximos três meses. A Stardom também proibiu os golpes no rosto, e qualquer violação resultaria em desqualificação na primeira infração. A partir de então, foi designado um médico para ficar do lado de fora do ringue para todos os eventos futuros, e Kairi Hojo foi nomeada intermediária entre as lutadoras e a direção para aproximar os dois lados. O incidente recebeu atenção da mídia em massa no Japão e ficou conhecido como Seisan Matchi (凄惨マッチ, em português: "Luta Horrível"). Esse evento acabaria sendo a última aparição de Yoshiko na Stardom.
No dia 23 de abril, começou um novo evento anual, o Torneio Cinderella, um torneio de eliminação simples que ocorre em um único dia. A vencedora recebe um vestido de Yuzuki Aikawa e tem o direito de fazer um desejo de sua escolha. As formas de vencer no torneio incluem pinfall, submissão, eliminação pela terceira corda e um limite de tempo de dez minutos (exceto na final), com empates por limite de tempo resultando em uma eliminação dupla. Mayu Iwatani foi a vencedora do primeiro torneio, derrotando Koguma na final.
Também em 2015, a Stardom realizou shows no Condado de Los Angeles, Califórnia. Esta foi a primeira vez que a Stardom realizou shows fora do Japão. O primeiro show da Stardom nos Estados Unidos aconteceu em 16 de outubro, em Covina, Califórnia, e teve como evento principal a defesa bem-sucedida de Io Shirai do seu Wonder of Stardom Championship contra Mia Yim. O segundo show ocorreu dois dias depois, em Baldwin Park, Califórnia, e foi encabeçado por Thunder Rock retendo seu Godsesses of Stardom Championship contra a equipe de Hiroyo Matsumoto e Kellie Skater.
Em novembro, a Stardom iniciou uma rivalidade interpromocional com a Sendai Girls' Pro Wrestling durante o show desta última no Korakuen Hall. O evento contou com um confronto entre as lutadoras de ambas as promoções: Meiko Satomura, Dash Chisako, Sendai Sachiko, Cassandra Miyagi, Mika Iwata e Chihiro Hashimoto contra Io Shirai, Mayu Iwatani, Kairi Hojo, Momo Watanabe, Hiromi Mimura e Kris Wolf, em uma série de combates individuais com regras gauntlet (onde cada lutadora enfrenta outra até ser derrotada). Três dias depois, no show da Stardom no Korakuen Hall, Mayu Iwatani foi derrotada por Meiko Satomura em sua disputa pelo World of Stardom Championship, enquanto Io Shirai defendeu com sucesso seu Wonder of Stardom Championship contra a desafiadora Sendai Sachiko. As duas haviam empatado no limite de tempo em uma luta três dias antes.
Em 28 de fevereiro de 2016, a Stardom lançou o Stardom World, um serviço de vídeo pago mundialmente através do YouTube. O serviço foi posteriormente transferido para seu próprio site. Em abril, Io Shirai, Kairi Hojo e Mayu Iwatani representaram a Stardom nos Estados Unidos, participando de eventos da Lucha Underground e de uma luta no Cauliflower Alley Club.
Em maio, Threedom (Shirai, Iwatani e Hojo) viajou para a Europa, participando de shows na Espanha, França e Inglaterra. Durante o show na Espanha, um novo campeonato foi introduzido: o Stardom World Association (SWA) World Championship. Io Shirai derrotou Toni Storm na final de um torneio para determinar a primeira campeã. A condição para defender o título do SWA era que a adversária fosse de uma nacionalidade diferente da campeã.
Em 18 de fevereiro de 2018, a Stardom anunciou a criação do sétimo título ativo da promoção, o Future of Stardom Championship. Este título foi destinado a lutadoras com menos de dois anos de experiência no wrestling profissional ou com menos de 20 anos de idade.

### 2019–presente

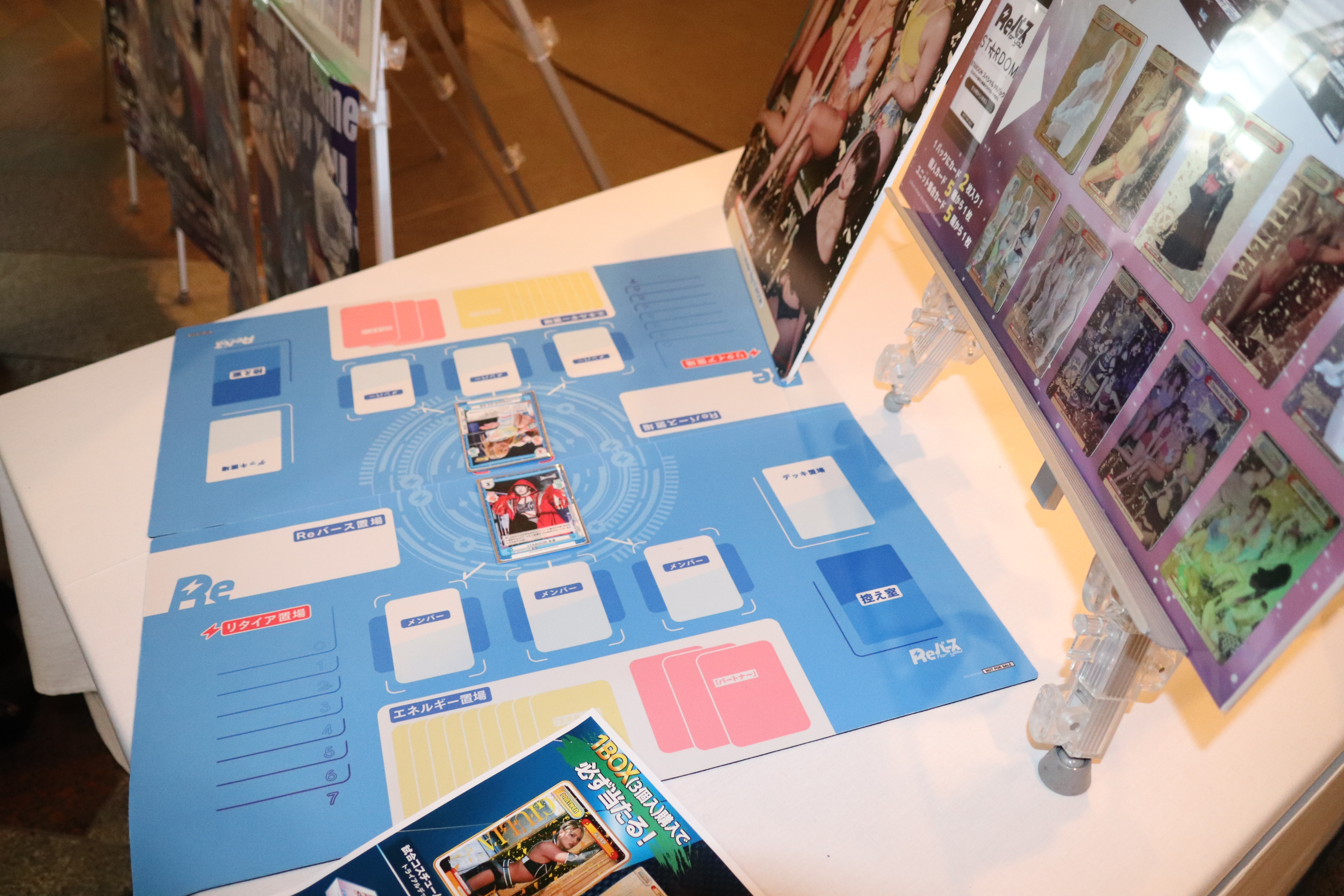
O BBM Trading Card Game da Stardom foi lançado durante o Stardom World Climax em 27 de março de 2022.

A Stardom também introduziu uma nova colaboração com Fire Pro Wrestling World, um videogame desenvolvido pela Spike Chunsoft. Esta foi a primeira participação da Stardom em um videogame, e o lançamento ocorreu em 22 de agosto de 2019. As lutadoras da Stardom criadas para o lançamento do jogo foram Kagetsu, Hazuki, Andras Miyagi, Utami Hayashishita, Momo Watanabe, Mayu Iwatani, Arisa Hoshiki, Starlight Kid, Jungle Kyona e Hana Kimura, todas as quais apareceram no ringue durante o anúncio da colaboração.
Em 17 de outubro, uma coletiva de imprensa foi realizada para anunciar a compra da Stardom pela empresa de entretenimento Bushiroad. A Bushiroad também é proprietária da New Japan Pro-Wrestling, tornando a Stardom sua promoção irmã. Rossy Ogawa permaneceria como produtor executivo da Stardom. Katsuhiko Harada foi nomeado presidente da Stardom; Harada havia sido o presidente da New Japan Pro-Wrestling de 2016 a 2018.
No Wrestle Kingdom 14 da New Japan Pro-Wrestling, realizado em 4 de janeiro de 2020, Mayu Iwatani e Arisa Hoshiki enfrentaram Hana Kimura e Giulia em uma luta de duplas dark, marcando o primeiro combate feminino a acontecer em um evento do Wrestle Kingdom.
Em 5 de março, a segunda colaboração com Fire Pro Wrestling World foi lançada, adicionando ao jogo Giulia, Death Yama-san, Konami, Saya Iida, Tam Nakano, Saki Kashima, Bea Priestley, AZM, Natsuko Tora, Sumire Natsu e Saya Kamitani.

## Emissoras
Doméstica:
- Tokyo MX (2020, 2021–presente transmite o programa de destaques semanal We are STARDOM!! e especiais ao vivo)
- Fighting TV Samurai (2010–presente, atualmente transmitindo especiais ao vivo, programas retrospectivos e programas de revista)
- BS Nippon TV (2020–2021, atualmente transmitindo episódios semanais dos combates do We are STARDOM!!.)

Mundialmente:
- Stardom World (serviço de streaming, transmitindo a maioria dos shows da Stardom ao vivo, além de conteúdo clássico e documentários sob demanda)

## Campeonatos
Em 16 de maio de 2025

### Stardom (Plantel principal)
| Campeonato                        | Campeã(s) atual(is) | Campeã(s) atual(is)                             | Reinado     | Data da vitória        | Dias mantidos | Local          | Notas                                                                             |
| --------------------------------- | ------------------- | ----------------------------------------------- | ----------- | ---------------------- | ------------- | -------------- | --------------------------------------------------------------------------------- |
| World of Stardom Championship     |                     | Saya Kamitani                                   | 1           | 29 de dezembro de 2024 | 138+          | Tóquio, Japão  | Derrotou Tam Nakano no Dream Queendom 2024.                                       |
| Wonder of Stardom Championship    |                     | Starlight Kid                                   | 1           | 29 de dezembro de 2024 | 138+          | Tóquio, Japão  | Derrotou Natsupoi no Dream Queendom 2024.                                         |
| Goddesses of Stardom Championship |                     | wing★gori (Hanan e Saya Iida)                   | 1 (1, 1)    | 29 de dezembro de 2024 | 138+          | Tóquio, Japão  | Derrotou H.A.T.E. Supreme (Momo Watanabe e Thekla) no Dream Queendom 2024.        |
| Artist of Stardom Championship    |                     | Neo Genesis (AZM, Starlight Kid e Miyu Amasaki) | 1 (4, 2, 1) | 2 de fevereiro de 2025 | 103+          | Tóquio, Japão  | Derrotou Cosmic Angels (Tam Nakano, Saori Anou e Natsupoi) no Supreme Fight 2025. |
| High Speed Championship           |                     | Mei Seira                                       | 2           | 28 de julho de 2024    | 292+          | Sapporo, Japão | Derrotou Saya Kamitani no Sapporo World Rendezvous: Night 2                       |

### New Blood (Plantel de desenvolvimento)
| Campeonato                      | Campeã(s) atual(is) | Campeã(s) atual(is)                     | Reinado  | Data da vitória         | Dias mantidos | Local             | Notas                                                         |
| ------------------------------- | ------------------- | --------------------------------------- | -------- | ----------------------- | ------------- | ----------------- | ------------------------------------------------------------- |
| Future of Stardom Championship  |                     | Hina                                    | 1        | 24 de fevereiro de 2025 | 81+           | Utsunomiya, Japão | Derrotou Miyu Amasaki at Path of Thunder.                     |
| New Blood Tag Team Championship |                     | Rice Or Bread (Waka Tsukiyama e Hanako) | 1 (1, 1) | 26 de dezembro de 2024  | 141+          | Tóquio, Japão     | Derrotou Devil Princess (Rina e Azusa Inaba) no New Blood 17. |

### Compartilhado (NJPW)
| Campeonato                  | Campeã(s) atual(is) | Campeã(s) atual(is) | Reinado | Data da vitória     | Dias mantidos | Local               | Notas                                                                                          |
| --------------------------- | ------------------- | ------------------- | ------- | ------------------- | ------------- | ------------------- | ---------------------------------------------------------------------------------------------- |
| IWGP Women's Championship   |                     | Syuri               | 1       | 27 de abril de 2025 | 19+           | Yokohama, Japão     | Derrotou Mayu Iwatani no All Star Grand Queendom 2025.                                         |
| Strong Women's Championship |                     | AZM                 | 1       | 9 de maio de 2025   | 7+            | Ontario, Califórnia | Derrotou a campeã anterior Mercedes Moné e Mina Shirakawa em uma luta three-way no Resurgence. |

## Outras conquistas

### CampeãsGrand slam
Na Stardom, o Grand Slam consiste em todos os títulos disponíveis promovidos pela empresa, exceto os campeonatos de desenvolvimento e compartilhados. Estes títulos são: World of Stardom Championship, Wonder of Stardom Championship, Goddesses of Stardom Championship, Artist of Stardom Championship, High Speed Championship e SWA World Championship. A noção de "grand slam" começou a ser oficialmente mencionada em 5 de maio de 2022, quando Mayu Iwatani se tornou a segunda lutadora na empresa a conquistar esse feito, após Io Shirai.
| Texto            | Texto                                           |
| ---------------- | ----------------------------------------------- |
| Datas em negrito | A data em que a lutadora completou o Grand Slam |

| Campeã       | Campeonato primário           | Campeonato secundário          | Campeonato de duplas                 | Campeonato de trios                                           | Campeonato terciário   | Campeonato divisionário |
| Campeã       | World of Stardom Championship | Wonder of Stardom Championship | Goddesses of Stardom Championship    | Artist of Stardom Championship                                | SWA World Championship | High Speed Championship |
| ------------ | ----------------------------- | ------------------------------ | ------------------------------------ | ------------------------------------------------------------- | ---------------------- | ----------------------- |
| Io Shirai    | 29 de abril de 2013           | 17 de maio de 2015             | 6 de maio de 2015 (com Mayu Iwatani) | 7 de dezembro de 2014 (com Mayu Iwatani e Takumi Iroha)       | 21 de maio de 2016     | 6 de maio de 2014       |
| Mayu Iwatani | 21 de junho de 2017           | 27 de julho de 2014            | 6 de maio de 2015 (com Io Shirai)    | 29 de dezembro de 2013 (com Hiroyo Matsumoto e Miho Wakizawa) | 5 de maio de 2022      | 11 de outubro de 2015   |

### Torneios anuais
| Torneio                         | Última(s) vencedor(as)               | Data da vitória        | Notas |
| ------------------------------- | ------------------------------------ | ---------------------- | --- |
| 5★Star Grand Prix               | Maika                                | 31 de agosto de 2024   | Torneio round-robin com uma luta final direta. |
| Torneio Cinderella              | Hanan                                | 20 de março de 2024    | Um torneio de eliminação simples, onde a vencedora tem seu desejo realizado. De 2015 a 2020, o torneio foi realizado como um evento de um único dia. |
| Goddesses of Stardom Tag League | Divine Kingdom (Maika e Megan Bayne) | 12 de dezembro de 2023 | Torneio de duplas foi realizado em um formato round-robin nos anos de 2011, 2012, 2014, 2016 a 2022, e em formato eliminação simples nos anos de 2013 e 2015. |
| Stardom Rookie of the Year      | Yuzuki                               | 3 de janeiro de 2024   | Um torneio realizado no final do ano e disputado entre lutadoras que fizeram suas estreias durante o ano. Foi realizado em vários formatos; em 2011, 2012, 2015, 2016 e 2024 como um torneio de eliminação simples, em 2013 e 2017 como uma luta individual, e em 2014 como uma luta three-way no formato tomoe-sen. |
| Triangle Derby                  | Abarenbo GE                          | 3 de janeiro de 2024   | Um torneio de trios femininos. |

### Pro Wrestling Illustrated

#### PWI Women's 100 / Women's 150 / Women's 250
Desde 2008, a Pro Wrestling Illustrated (PWI) publica anualmente uma lista das principais lutadoras de wrestling profissional no PWI Female 50. No entanto, foi apenas em 2018 que a PWI expandiu a lista para 100 lutadoras, incluindo lutadoras internacionais, com a Stardom inclusa. Em 2021, a PWI aumentou a lista para 150 lutadoras. Em 2023, a lista foi expandida novamente e renomeada para Women’s 250.
| Ano             | 1     | 2                  | 3 | 4 | 5          | 6 | 7             | 8            | 9             | 10           |
| --------------- | ----- | ------------------ | - | - | ---------- | - | ------------- | ------------ | ------------- | ------------ |
| PWI Women's 100 |       |                    |   |   |            |   |               |              |               |              |
| 2018            | -     | -                  | - | - | -          | - | -             | Mayu Iwatani | -             | -            |
| 2019            | -     | -                  | - | - | -          | - | -             | -            | -             | -            |
| 2020            | -     | -                  | - | - | -          | - | -             | -            | -             | Mayu Iwatani |
| PWI Women's 150 |       |                    |   |   |            |   |               |              |               |              |
| 2021            | -     | Utami Hayashishita | - | - | -          | - | Syuri         | -            | Tam Nakano    | -            |
| 2022            | Syuri | -                  | - | - | -          | - | Saya Kamitani | -            | Starlight Kid | -            |
| PWI Women's 250 |       |                    |   |   |            |   |               |              |               |              |
| 2023            | -     | Giulia             | - | - | Tam Nakano | - | -             | -            | -             | -            |